# Pisaura
Pisaura (Eugène Simon, 1885) é um género de aranhas eurasiáticas pertencentes à família Pisauridae, que agrupa 18 espécies validamente descritas.

## Espécies
O género Pisaura inclui as seguintes espécies:
- Pisaura acoreensis (Wunderlich, 1992) — Açores
- Pisaura anahitiformis (Kishida, 1910) — Japão
- Pisaura ancora (Paik, 1969) — Rússia, China, Coreia
- Pisaura bicornis (Zhang & Song, 1992) — China, Japão
- Pisaura bobbiliensis (Reddy & Patel, 1993) — Índia
- Pisaura consocia (O. P.-Cambridge, 1872) — Israel, Portugal, Síria
- Pisaura decorata (Patel & Reddy, 1990) — Índia
- Pisaura gitae (Tikader, 1970) — Índia, ilhas Andaman
- Pisaura lama (Bösenberg & Strand, 1906) — Rússia, China, Coreia, Japão
- Pisaura mirabilis (Clerck, 1757) — Paleárctico
- Pisaura novicia (L. Koch, 1878) — Mediterrâneo à Geórgia
- Pisaura orientalis (Kulczynski, 1913) — Mediterrâneo
- Pisaura parangbusta (Barrion & Litsinger, 1995) — Filipinas
- Pisaura podilensis (Patel & Reddy, 1990) — Índia
- Pisaura putiana (Barrion & Litsinger, 1995) — Filipinas
- Pisaura quadrilineata (Lucas, 1838) — ilhas Canárias, Madeira
- Pisaura sublama (Zhang, 2000) — China
- Pisaura swamii (Patel, 1987) — Índia